# Chupá (Los Santos)
Chupá es un corregimiento ubicado en el distrito de Macaracas en la provincia panameña de Los Santos. En el año 2010 tenía una población de 520 habitantes y una densidad poblacional de 29,1 personas por km².

## Geografía física
De acuerdo con los datos del INEC el corregimiento posee un área de 17,9 km².

## Demografía
De acuerdo con el censo del año 2010, el corregimiento tenía una población de unos 520 habitantes. La densidad poblacional era de 29,1 habitantes por km². 